# Dharma Camplong
Dharma Camplong is een bestuurslaag in het regentschap Sampang van de provincie Oost-Java, Indonesië. Dharma Camplong telt 9645 inwoners (volkstelling 2010).